# CMAT
姬拉·玛丽-爱丽丝·汤普森（英語：Ciara Mary-Alice Thompson，艺名：CMAT，1996年2月23日—），是一位愛爾蘭女歌手和詞曲創作者。她曾經获得年度新声和全英音樂獎等奖项的提名。